# Kieran Dowell
Kieran O’Neill Dowell (* 10. Oktober 1997 in Ormskirk) ist ein englischer Fußballspieler, der seit 2023 bei den Glasgow Rangers unter Vertrag steht.

## Karriere

### FC Everton
Der aus der eigenen Jugendakademie stammende Kieran Dowell debütierte am 11. Dezember 2014 bei einer 0:1-Heimniederlage des FC Everton gegen FK Krasnodar in der UEFA Europa League 2014/15. Seinen ersten Einsatz in der Premier League bestritt er am 30. April 2016 bei einem 2:1-Heimerfolg seiner Mannschaft über den AFC Bournemouth.
Am 3. August 2017 wechselte der 19-jährige Nachwuchsspieler für die Saison 2017/18 auf Leihbasis zum Zweitligisten Nottingham Forest und erzielte 9 Treffer in 38 Ligapartien. In den folgenden zwei Spielzeiten erfolgten weitere Ausleihen an die Zweitligisten Sheffield United, Derby County und Wigan Athletic.

### Norwich City
Ende Juli 2020 verließ Dowell seinen Heimatklub und unterschrieb einen Dreijahresvertrag beim Zweitligisten Norwich City. In seinem dritten Pflichtspiel für sein neues Team zog er sich eine schwere Knöchelverletzung zu und fiel mehrere Monate aus.

### Nationalmannschaft
Der zuvor bereits in verschiedenen englischen Juniorenauswahlmannschaften eingesetzte Kieran Dowell wurde im Sommer 2017 in den englischen Kader für die U-20-Fußball-Weltmeisterschaft 2017 in Südkorea berufen. Für die englische U-20 bestritt er alle drei Gruppenspiele und erzielte dabei im letzten Gruppenspiel gegen die südkoreanische U-20 den 1:0-Siegtreffer. Nach weiteren Erfolgen über die Auswahlmannschaften von Costa Rica, Mexiko und Italien zog das englische Team in das Finale ein. In der Partie im Suwon-World-Cup-Stadion bezwang die Mannschaft um Kieran Dowell die venezolanische U-20 mit 1:0.